# Cupidaspis cupressi
Cupidaspis cupressi är en insektsart som först beskrevs av William Higgins Coleman 1903.  Cupidaspis cupressi ingår i släktet Cupidaspis och familjen pansarsköldlöss. Inga underarter finns listade i Catalogue of Life.